# Qazim Komani
Qazim Komani (ur. 17 stycznia 1895 w Đakovicy, zm. w sierpniu 1950) – albański wojskowy (pułkownik), dowódca Obrony Narodowej Kosowa w latach 1943–1944.
W wieku 17 lat wstąpił na ochotnika do albańskiego oddziału partyzanckiego (czety) pod dowództwem Bajrama Curri. Po utworzeniu niepodległej Albanii otrzymał stypendium rządowe na naukę we włosko-albańskim kolegium "San Demetrio Corona". Po jego ukończeniu w sierpniu 1918 r., powrócił do kraju, gdzie został oficerem armii albańskiej. Na pocz. 1920 r. uczestniczył w kongresie w Lushnja. W 1922 r. awansował na kapitana. Ostatecznie doszedł do stopnia pułkownika. Po zajęciu Albanii przez wojska włoskie w kwietniu 1939 r., był więziony przez kilka miesięcy z powodu odmowy złożenia przysięgi na wierność Włochom. Od października 1943 r. do listopada 1944 r. stał na czele Obrony Narodowej Kosowa (Mbrojtjes Kombëtare të Kosovës), która broniła miejscowych Albańczyków przed atakami serbskich czetników. Z powodu naporu sił czetnickich i partyzantów komunistycznych skoncentrował swoje oddziały w Drenicy w centralnej części Kosowa. Od kwietnia 1944 r., działając pod pseudonimem Kreshnik organizował ponadto oddziały zbrojne spośród Albańczyków pod nazwą Vullnetari (Ochotnicy). Po zdobyciu władzy w Albanii przez komunistów Enwera Hodży został aresztowany. 15 maja 1946 r. po procesie w Prizrenie został skazany na karę śmierci, którą zamieniono na 20 lat ciężkich robót (z powodu licznych protestów antyfaszystów z krajów Zachodniej Europy).